# Ваан
Ваан (яп. ヴァン Ван) — персонаж серии игр Final Fantasy, придуманный Ясуми Мацуно и нарисованный Акихико Ёсидой. Впервые Ваан появляется в Itadaki Street Special в 2004 году, затем выступает в роли протагониста в играх Final Fantasy XII (2006) и Final Fantasy XII: Revenant Wings (2007); кроме того, он появляется и других играх Square Enix.
В Final Fantasy XII Ваан — сирота, дитя улиц, мечтающий стать воздушным пиратом. Вместе со своей лучшей подругой Пенело он живёт в городе Рабанастр, где работает в магазине Мигело. По ходу развития сюжета Ваан и Пенело присоединяются к отряду принцессы Аше, которая сражается против тирании империи Аркадия. Хотя номинально Ваан является протагонистом, сюжет в основном фокусируется на мировых событиях и судьбе принцессы, тогда как сам молодой человек во многих случаях является наблюдателем, вместе с которым игрок исследует мир. История Ваана продолжает разворачиваться в Revenant Wings, где он принимает более активное участие в событиях игры.
Разработчики Square Enix решили вывести молодого и изящного Ваана на первый план в ответ на критику фанатов в отношении главного героя Vagrant Story, а также учитывая основную целевую аудиторию. Ваан, однако, получил весьма неоднозначные оценки обозревателей. Критиковались его недостаточное участие в развитии сюжета, «безликость» и андрогинная внешность (а некоторые критики даже сравнивали его с Аладдином). Вместе с тем некоторые журналисты всё же отмечали положительные стороны героя, в частности, его доброту и жизнерадостность. После выхода Final Fantasy XII и Revenant Wings в продаже появилась сопутствующая продукция, связанная с Вааном: экшен-фигурки и плюшевые игрушки.

## История, внешний вид и черты характера

Концепт-арт Ваана, созданный Акихико Ёсидой. В левом нижнем углу можно увидеть слово — предположительно, первая версия имени персонажа

История Ваана начинает раскрываться в Final Fantasy XII. Он — юноша семнадцати лет, живущий в Рабанастре, столице вымышленного королевства Далмаска. Родители юноши погибли от чумы за пять лет до событий игры, и Ваана приютила семья его лучшей подруги Пенело. Вместе с тем он остался ребёнком улиц и даже превратился в негласного лидера беспризорников, будучи самым старшим среди них. Рекс, старший брат Ваана, был солдатом на службе королевства, но погиб в семнадцатилетнем возрасте, защищая Рабанастр от вторгшихся войск империи Аркадия. Ваан мечтает стать воздушным пиратом, однако на момент начала событий игры подрабатывает в магазине Мигело, промышляет карманными кражами (при этом обворовывая только солдат Аркадии) и тренирует свои боевые навыки, убивая гигантских крыс в канализации (за что получил прозвище «Уничтожитель крыс»).
Ваан — 170-сантиметровый загорелый блондин с серо-голубыми глазами. Его одежду составляет короткая жилетка цвета металлик, длинные тёмные штаны, заправленные в высокие стальные ботинки, и красный пояс. В качестве единственного украшения Ваан носит амулет на шее (им скреплена жилетка). В Grimoire of the Rift под жилеткой Ваана появляется белая рубашка с широким воротом, а также несколько металлических аксессуаров. В бою Ваан использует кинжал, хотя в Final Fantasy XII персонажи впоследствии могут обучиться обращению с любым оружием.
Характер Ваана жизнерадостный и энергичный, однако, по мнению некоторых обозревателей, он слишком тревожится за всё происходящее. Другие критики отмечают, что Ваан, напротив, умеет «отпустить ситуацию». Номинально выступая в роли главного героя Final Fantasy XII, он никогда не выходит на первый план: юношу затмевает старший товарищ Балтьер, который занимает место лидера и даже сам называет себя «главным действующим лицом». В сиквеле Final Fantasy XII: Revenant Wings, как считают критики, Ваан сам демонстрирует лидерские качества. Хотя Ваана воспитала улица, он остаётся наивным и восторженным, а в ряде обзоров его даже называют «андрогинным» и «женственным». Вместе с тем отмечается его добрый характер и «золотое сердце».

## Идея и создание

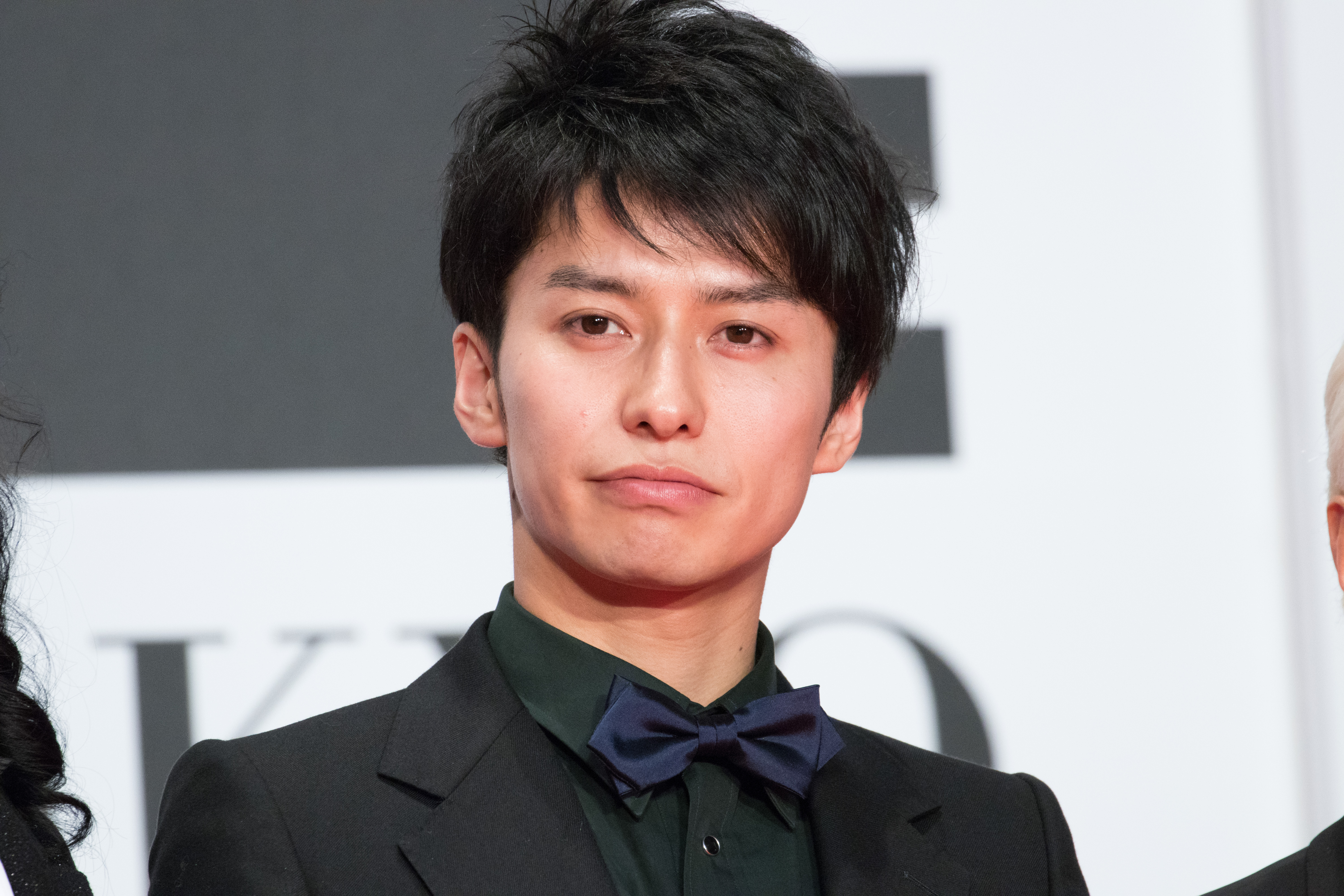
Кохэй Такэда озвучивал Ваана в японской версии Final Fantasy XII. Также он послужил прототипом для скелетной анимации персонажа

Ясуми Мацуно изначально планировал, что Ваан и Пенело станут персонажами-аватарами, через которых можно будет следить за развитием сюжета. Они исследуют и познают вымышленный мир Ивалис вместе с игроком, однако их судьбы не вплетены в основную сюжетную канву. Разработчики объясняли, что в Vagrant Story, одной из предыдущих игр Square Enix, главным героем выступал «могучий мужчина в самом расцвете сил». Он, однако, не снискал популярности среди фанатов. Предполагалось, что Ваан также будет более «суровым», но затем, с учётом целевой аудитории, было решено отказаться от концепции «большой и сильный» в пользу более изящного персонажа. Акихико Ёсида также намеренно сделал его похожим на азиата. Отвечая на критику западных фанатов игры, исполнительный продюсер Акитоси Кавадзу заметил, что в японских ролевых играх протагонистами зачастую выступают молодые, неопытные персонажи, которые постепенно набираются опыта по ходу развития сюжета. Тем не менее он признался, что некоторые члены команды считали Ваана неподходящим на роль главного действующего лица ввиду его юного возраста.
Мотому Торияма, сценарист и директор Final Fantasy XII: Revenant Wings, назвал именно Ваана своим самым любимым персонажем игры. Во время интервью, посвящённого выходу обновлённой версии Final Fantasy XII под названием Zodiac Age, разработчики вспоминали, каким «слабым» и ненадёжным представал Ваан. Они, однако, предположили, что повзрослев на десять лет, юноша стал «намного круче», и даже сумел бы затмить Балтьера, которого сами представители Square считали весьма привлекательным героем.
В японской версии Final Fantasy XII Ваана озвучивал Кохэй Такэда, который также послужил прототипом для скелетной анимации этого героя. Такэда сделал своего героя менее женственным и даже более «активным, жизнерадостным и позитивным», чем планировалось. В английской версии Ваана озвучивал Бобби Эндер. Хидэо Минаба в одном из интервью сказал, что так как этого персонажа создавал другой дизайнер, он затрудняется сравнить его с каким-либо другим героем серии. Появление Ваана в Dissidia 012 было сопряжено с определёнными трудностями, так как Кохэй Такэда был занят на других проектах. По результатам опроса среди фанатов Square Enix наняла Кэнсё Оно; в английской же версии игры героя вновь озвучивал Бобби Эндер.

## Появления
Впервые Ваан появился в настольной видеоигре 2004 года Itadaki Street Special, вышедшей на PlayStation 2. Кроме того, он присутствует в Itadaki Street Portable для PlayStation Portable.
В Final Fantasy XII Ваан выступает в роли протагониста. Хотя юноша подрабатывает в магазине Мигело, он также промышляет карманными кражами, обворовывая солдат империи — по его мнению, так он возвращает то, что должно принадлежать Далмаске. Ваан мечтает однажды стать воздушным пиратом и командовать собственным кораблём. Номинально Ваан является главным героем, однако большая часть сюжета разворачивается вокруг мировых событий, а также раскрывает судьбу принцессы Аше. Самому Ваану уделяется достаточно мало времени: он, скорее, выступает в роли наблюдателя, через которого игрок следит за развитием истории. По ходу игры Ваан понимает, что пытался убежать от своих проблем, обвиняя в них Аркадийскую империю, не пытаясь жить дальше после смерти родителей и брата. В конце игры Ваан действительно становится воздушным пиратом и путешествует по миру вместе с Пенело. Ваан исполняет роль главного героя и в манге по Final Fantasy XII, изданной в 2006 году.
В Final Fantasy XII: Revenant Wings Ваан становится капитаном собственного воздушного корабля и отправляется на поиски Балтьера и Фран на континент Лэмурес, где встречает старых друзей и заводит новых. На континенте вновь объединившаяся четвёрка решает начать поиски Тайника Глабадоса. В этой части Ваан сам занимает место лидера, а Балтьер, таким образом, уходит в тень.
В тактической ролевой игре Final Fantasy Tactics A2: Grimoire of the Rift Ваан и Пенело оказываются в новом регионе Ивалиса, где участвуют в событиях, захлестнувших клан охотников. Также они встречают мальчика из другого мира по имени Лусо Клеменс, который пытается вернуться домой. Ваан появляется и в файтинге Dissidia 012 Final Fantasy, вышедшем на PlayStation Portable. Здесь игрок может выбрать для него один из четырёх обликов: оригинальный (из Final Fantasy XII), дополнительный (из Grimoire of the Rift), а также два альтернативных, разработанных Ёситакой Амано и Акихико Ёсидой (в последнем он предстаёт в виде пирата). Помимо этого, Ваан является главным персонажем, представляющим двенадцатую часть основной серии в музыкальной игре Theatrhythm Final Fantasy. Персонажи Final Fantasy XII появляются также и в файтинге Dissidia, однако Ваана среди них нет. Тэцуя Номура, рассказывая об этом в интервью, заметил, что многие члены команды рекомендовали ввести Балтьера, чему Номура был удивлён, ведь именно Ваан является главным героем.

### Сопутствующая продукция
Экшен-фигурка Ваана высотой 30 сантиметров продавалась в онлайн-магазине Square Enix, а также распространяется через сайт Amazon. Помимо неё, были выпущены плюшевые игрушки, изображающие главного героя Final Fantasy XII. Кроме того, фигурка Ваана продавалась в Японии как часть набора, включающего других персонажей игры.

## Отзывы и критика

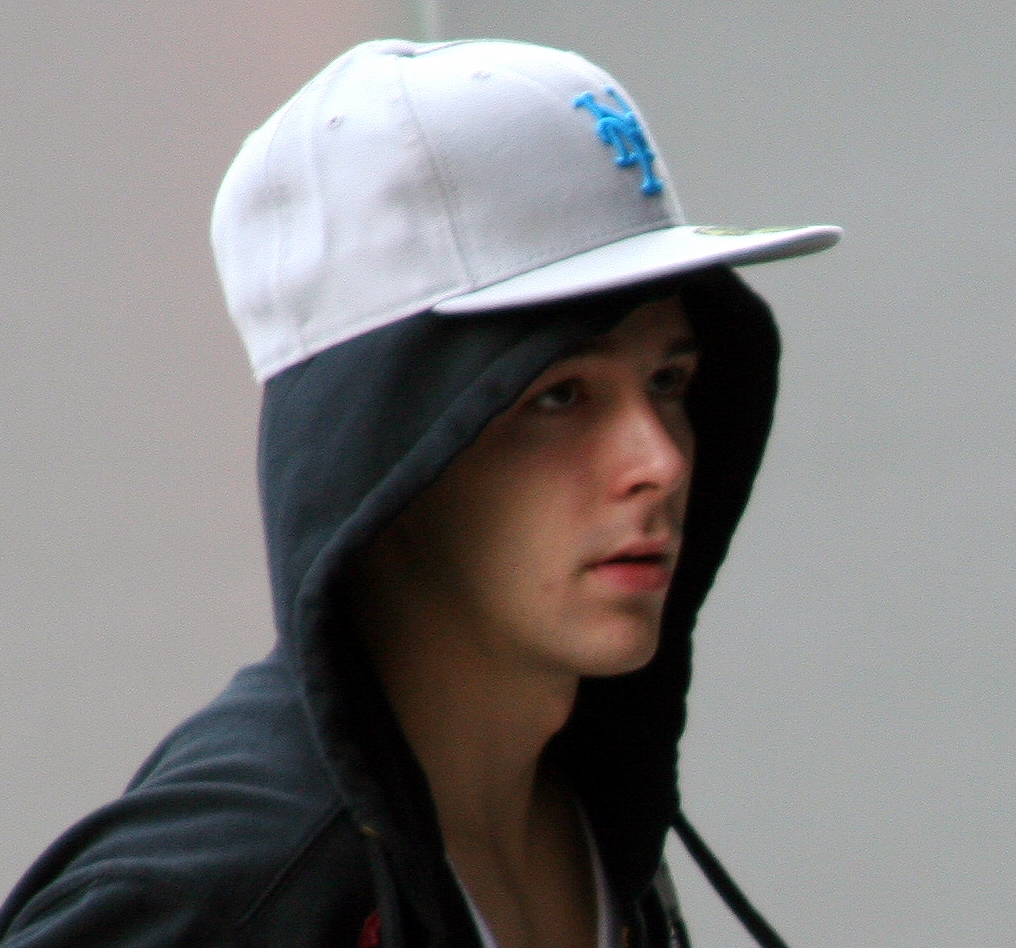
Бобби Эндер, озвучивавший Ваана в английской версии Final Fantasy XII и Final Fantasy XII: Revenant Wings

Хотя некоторые критики считали, что дизайн Ваана и Аше оказался калькой стиля Тэцуи Номуры, Акихико Ёсида отвергал подобные заявления. Грег Касавин, журналист сайта GameSpot, называет Ваана андрогинным и «похожим на Аладдина». Вместе с тем, по его мнению, протагонист добросердечен и имеет хорошее внутреннее чутьё: «Да, возможно, [Ваан] немного похож на девчонку, но вместе с тем он типичный добряк». Сходство с Аладдином подмечает и журналист Kotaku. По его мнению, Ваан и Пенело сильно уступают в сравнении с другими героями, чьи действия действительно «интересны»: в качестве примера приводятся Балтьер и Аше. Редактор RPGFan крайне негативно отозвался о новом внешнем виде Ваана в Revenant Wings, продолжении Final Fantasy XII. Он считает, что если изначально герой был обычным тинейджером, то в сиквеле он выглядит так, как будто ему десять лет.
В книге Final Fantasy and Philosophy (рус. Final Fantasy и философия) автор рассматривает героев серии с точки зрения философии Аристотеля и замечает, что мыслитель восхищался бы такими их качествами как отвага, справедливость и умение сострадать. Однако Ваана, по его мнению, нельзя назвать полностью положительным персонажем, ведь он мелкий воришка, и потому ему вряд ли присущи честность и справедливость. В этой же книге автор, рассуждая об обществе по Марксу и сеттингах Final Fantasy, выражает мнение, что игрокам зачастую хочется видеть персонажей своеобразными революционерами. В качестве примера он приводит Ваана и Зидана: «Зидан — вор, сражающийся против буржуазии […]. Ваан — […] сирота, который […] может зарабатывать собственным трудом». На сайте 1UP.com Ваан был назван «вечно тревожным подростком», чей характер, однако, уравновешивает присутствие Балтьера и Баша, которые играют роль «старших братьев». Журналист GamingNexus, хотя и не являющийся большим поклонником этого героя, был удивлён тем, как завершилась его история. На новостном ресурсе PALGN персонаж был оценен положительно и охарактеризован как «плохиш с золотым сердцем». «Хотя поначалу это и может показаться клишированным», — говорится в обзоре, — «Ваан всегда предстаёт очень молодым. Он никогда не пытается взять любую ситуацию под контроль (как, например, […] Тидус)».
Меньшая степень участия главного героя в сюжете Final Fantasy XII (по сравнению с протагонистами предыдущих частей) встретила неоднозначные отзывы. Так, на сайте Destructoid он был назван «пожалуй, самым невыразительным персонажем игры»; подобное мнение было высказано и в обзоре Play.tm. Журналист Eurogamer пишет, что хотя изначально многих может «ужаснуть перспектива» развития сюжета вокруг «развесёлого симпатяги Ваана», игра достаточно быстро представляет других персонажей, которые «замечательно вписываются в отряд». В рецензии этого же сайта на Revenant Wings отмечается, что если в Final Fantasy XII Ваан был «довольно-таки безликим персонажем», то в сиквеле он предстаёт в роли настоящего лидера и выходит на первый план даже с учётом появления других героев оригинальной игры. Обозреватель PSX Extreme замечает, что так как сюжет Final Fantasy XII не фокусируется на одном персонаже, Ваан всю игру выступает в роли «наблюдателя». Такой подход к главному герою является довольно необычным для Final Fantasy, принимая в учёт «эгоцентрические наклонности Номуры». Редактор сайта Worthplaying сравнивает Ваана с такими героями, как Хроно из Chrono Trigger и Линк из The Legend of Zelda. Критик поясняет, что эти персонажи, как и Ваан, позволяют игроку глубже погрузиться в сюжет.
Работа актёра озвучивания Бобби Эндера была оценена в основном положительно. Журналист PSX Extreme считает, что его голос звучит как у настоящего тинейджера, без плаксивых ноток. В обзоре Worthplaying отмечается, что решение озвучить главного героя, а не делать из Ваана безмолвного протагониста, было правильным — это позволяет избежать неловких пауз во время диалогов. Вместе с тем Ваан «определённо немногословен», так как многие беседы и не требуют его непосредственного участия. Это, по мнению журналиста, оказывается «прекрасным способом» раскрытия истории. Обозревателю Kotaku, напротив, не понравился голос протагониста в английской версии и он сожалеет, что его нельзя заглушить.
В статье журнала «Страна игр» утверждается, что изначально на роль протагониста Ясуми Мацуно планировал «взрослого и серьёзного рыцаря» Баша, однако впоследствии продюсеры сделали выбор в пользу «смазливого легкомысленного паренька» Ваана. Мацуно был вынужден переписать сценарий, но, по мнению автора статьи, выставил нового главного героя далеко не в лучшем свете:

[Ясуми Мацуно] не позволил Ваану купаться в лучах славы: практически в каждой сценке с его участием юный воришка выставляется полнейшим олухом! Складывается впечатление, что игра презирает его не меньше, чем мы (позволю тут это «мы»: не знаю ни одного человека, которому всерьез нравился бы Ваан).— Сергей Цилюрик, журнал «Страна игр»
Во введении списка «5 лучших героев Final Fantasy», опубликованном на сайте GamesRadar, автор разместил изображение Ваана с лаконичной подписью «Not him» (рус. Не он), намекая, что этот персонаж никогда не попадёт в подобную подборку.

## Комментарии
1. ↑  Сюжет разворачивается в вымышленной вселенной Ивалис, где также происходит действие ряда других игр Square Enix (в частности, Vagrant Story и Final Fantasy Tactics).
2. ↑  Самому Ваану тогда было пятнадцать лет.
3. ↑  Ваана нарисовал Акихико Ёсида, тогда как в большинстве прошлых игр серии дизайнером был Тэцуя Номура[18].
4. ↑  Главный герой Final Fantasy IX
5. ↑  Главный герой Final Fantasy X.
6. ↑  Ясуми Мацуно изначально выступал в роли сценариста, продюсера и режиссёра Final Fantasy XII. Однако из-за проблем со здоровьем он был вынужден покинуть проект, а его место заняли Хироси Минагава и Акитоси Кавадзу[45].